# Eupithecia leucospila
Eupithecia leucospila es una especie de polilla de la familia Geometridae.  La especie fue descrita por primera vez por Charles Swinhoe habiendo sido descrita en 1906, con distribución endémica en Tailandia y las Montañas Khasi de India. Un sintipo fue descrito a poca distancia de Cherrapunji. Es una polilla pequeña, con una envergadura de 21 milímetros (0,8 plg).

## Descripción
Las antenas y palpos son marrones, con la última articulación blanco en las puntas. La frente es blanca, la cabeza es gris, el cuerpo marrón y el abdomen cuenta con una hilera dorsal de manchas blancas. Las alas anteriores son de color marrón oliva pálido, con cuatro bandas transversales e incompletas de manchas blancas entre la base y el disco, equidistantes entre sí. Cuenta con una mancha negra en el extremo de la celda y cuatro manchas blancas submarginales: dos en el centro y dos cerca del ángulo posterior. Las alas posteriores son más pálidas, con los dos tercios superiores blanquecinos y el tercio inferior con varias manchas blancas. Los cilios de ambas alas son marrones, con una hilera completa de manchas blancas.